# Myrsine faberi
Myrsine faberi är en viveväxtart som först beskrevs av Carl Christian Mez, och fick sitt nu gällande namn av Pipoly och C. Chen. Myrsine faberi ingår i släktet Myrsine och familjen viveväxter. Inga underarter finns listade i Catalogue of Life.